# Diecéze Nicosia
Diecéze Nicosia (latinsky Dioecesis Nicosiensis nebo Herbitensis) je římskokatolická diecéze na italské Sicílii, která tvoří součást Církevní oblasti Sicílie. Je sufragánní vůči arcidiecézi messinské.

## Stručná historie
Diecéze Nicosia vznikla v souvislosti se záměrem rozšíření počtu sicilských diecézí, který králi Ferdinandovi I. přeložil sicilský parlament v roce 1778. Kvůli vnějším i vnitřním politickým podmínkám nakonec došlo k založení diecéze až v roce 1817. Nová diecéze byla podřízena jako sufragánní metropoli v Messině, protože většina jejího území byla vzata právě z této diecéze.